# Ahmed Naseer Bunda
Ahmed Naseer Bunda (ur. 15 maja 1932 w Rawalpindi, zm. 20 marca 1993 tamże) – pakistański hokeista na trawie. Dwukrotny medalista olimpijski.
Brał udział w dwóch igrzyskach (IO 56, IO 60), na obu zdobywając medale: srebro w 1956 i złoto cztery lata później. Zdobył jedyną bramkę w finałowym meczu z Indiami w 1960.